# Jorge Cedreno
Georgios Kedrenos, también conocido como Jorge Cedreno, fue un cronista bizantino, que vivió en el siglo XI. A mediados de siglo escribió su Compendium historiarum, que se extendía desde la creación bíblica hasta su época. El autor es una de las pocas fuentes que hablan de las organizaciones políticas de los jázaros conservadas tras el saqueo de Atil en 969, tal como refiere Georgius Tzul.
En el Teatro crítico universal del padre Feijoo se lo cita como una de las fuentes documentales de una correspondencia mantenida entre Abgaro, rey de Edesa, y Jesucristo.